# TAI Hürkuş
Le TAI Hürkuş est un avion d'entraînement biplace en tandem à turbopropulseur monomoteur développé par Turkish Aerospace Industries.
L'avion est nommé en hommage à Vecihi Hürkuş, un pilote vétéran de la Première Guerre mondiale et de la guerre d'indépendance turque, pionnier de l'aviation turque fondateur de la première compagnie aérienne du pays et premier concepteur et fabricant d'avions turcs.

## Conception et développement
Le programme de développement du TAI Hürkuş a débuté en en mars 2006 par la signature d'un accord entre le Sous-Secrétariat à l'industrie de la défense et TAI. Dans le cadre de cet accord, TAI, est chargé de concevoir et fabriquer un nouvel avion d'entraînement et d'attaque au sol pour les forces armées turques et d'obtenir la certification civile de l'avion selon les normes CS 23 de l'Agence européenne de la sécurité aérienne.
Jusqu'en juin 2012, le programme Hürkuş a nécessité plus d'un million d'heures de travail avec la mobilisation de 140 ingénieurs. 
Largement inspiré du Pilatus PC-21 dont il reprend une bonne partie du design, le Hürkuş est cependant équipé pour le vol de jour et de nuit ainsi que pour la formation de base des pilotes. Le Hürkuş bénéficie  d'une bonne visibilité depuis les deux cockpits avec un angle de vue de 50 degrés vers le bas depuis le cockpit arrière, d'une pressurisation de la cabine, de sièges éjectables Martin-Baker Mk T-16 N 0/0, d'un système de génération d'oxygène à bord (OBOGS), d'un système de contrôle de l'environnement (Vapor Cycle Cooling), d'un système anti-G, d'un train d'atterrissage tricycle escamotable, équipé d’amortisseurs à haute absorption pour les missions d'entraînement, et d'un système HOTAS (Hands On Throttle and Stick). Le Hürkuş a été conçu pour une durée de vie de 35 ans.
Le programme de développement du Hürkuş a subi des retards. En 2007, il était prévu que le premier prototype volerait fin 2009, la première livraison, à l'issue du processus de certification, étant prévue pour 2011. Le 27 juin 2012, le Hürkuş a été officiellement lancé lors d'une cérémonie qui s'est tenue dans les locaux de TAI à Kazan. La date prévue pour le premier vol a ensuite été reportée à plus tard en 2012, et est en fait survenue le 29 août 2013 lorsque l'avion a décollé de la base aérienne d'Akıncı à Ankara pour un vol de 33 minutes.
Le gouvernement turc a déclaré que l'avion pourrait intéresser certains pays du Moyen-Orient et d'Afrique dont le budget des forces aériennes est limité.
En 2016, le Hürkuş-A a reçu un certificat de navigabilité de type CS-23 de l'Agence européenne de la sécurité aérienne (AESA) et un certificat de la Direction générale de l'aviation civile turque (DGAC),.
L'armée turque a commandé 15 Hürkuş-B et prévoit d'en commander 40 autres. Les livraisons sont prévues pour la mi-2017.
En février 2017, le ministère de la défense turc a publié des photos montrant le prototype de la version armée, le Hürkuş-C.
Le 21 novembre 2021, le président turc Erdogan a annoncé la prochaine livraison d'avions Hürkuş-C  à l'armée de l'air Nigérienne sans en préciser le nombre. Toutefois, en avril de la même année Turkish Aerospace avait évoqué des discussions portant sur 12 appareils.

## Variantes

### Hürkuş-A
Version de base certifiée par l'AESA selon les normes CS-23 et par la Direction générale de l'aviation civile turque, destinée au marché civil.

### Hürkuş-B
Version d’entrainement militaire, équipée d’une avionique plus avancée comprenant un ordinateur de mission et un cockpit intégrant un affichage tête haute, un écran principal de vol (PFD) et un petit écran multifonction.

### Hürkuş-C

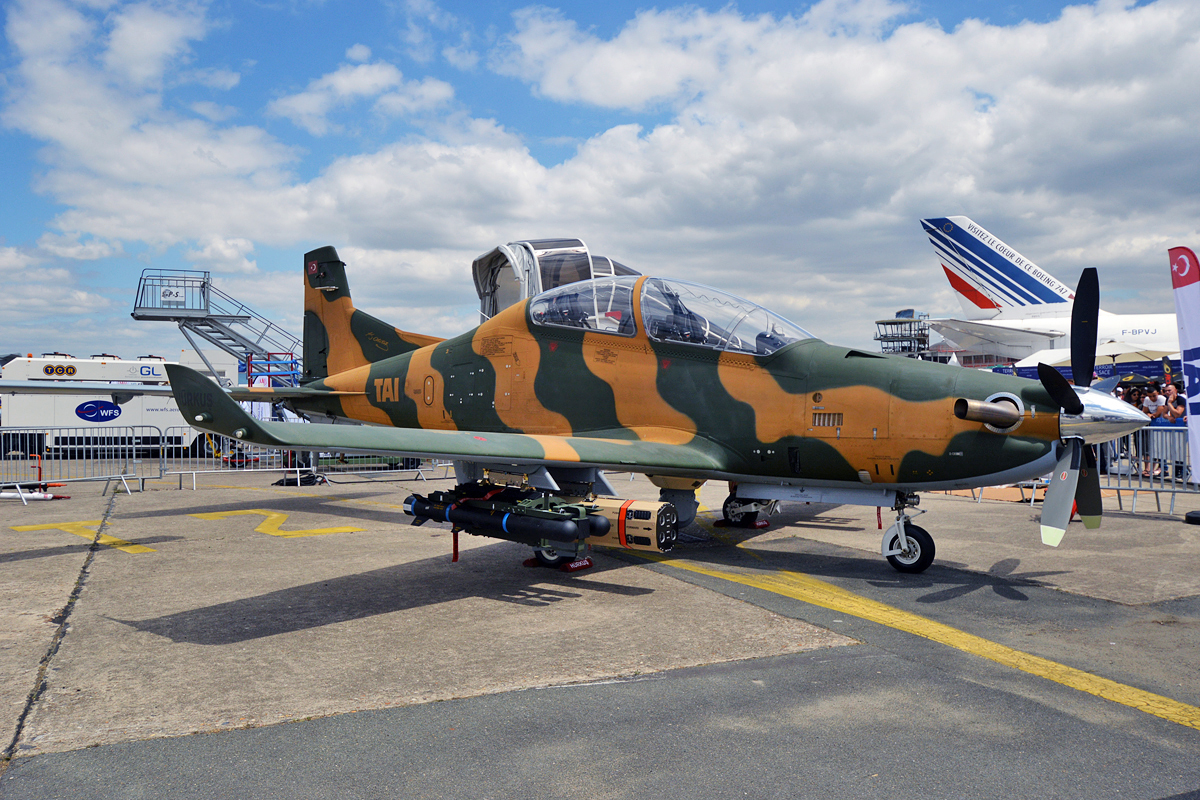
TAI Hürkuş-C au Salon du Bourget.

Il s'agit de la version armée destiné à l'appui aérien rapproché, le Hürkuş-C supporte charge utile maximale de 1 500 kg et comporte également un capteur infrarouge FLIR. Il sera capable d'opérer sur des pistes non revêtues. L'armée turque a exprimé son intérêt pour l'utilisation de l'avion dans des environnements de contre-insurrection. Le principal avantage sera de réduire le coût de la force aérienne sur les théâtres de combat de faible intensité où les menaces de guerre anti-aérienne sont minimes.
En février 2017, le ministère de la défense turc a publié des photos montrant le Hürkuş-C équipé de missiles antichars guidés Roketsan UMTAS, de roquettes à guidage laser Roketsan Cirit, d'un Pod de reconnaissance et de ciblage EO/IR/LD/LRF Aselsan CATS et de deux réservoirs largables.
Le 7 avril 2017, un Hürkuş-C a tiré un missile antichar Roketsan L-UMTAS qui a atteint avec succès une cible au sol.

### Hürkuş-2
Version d'entraînement et attaque au sol effectuant son premier vol le 30 décembre 2024. Il prend la relève de la version B au sein de la force aérienne turque à partir de 2025.

### Hürkuş-C UAV
Une version sans pilote destinée à être utilisée dans des environnements de contre-insurrection serait en cours de développement pour les forces armées turques.

## Utilisateurs
- Turquie : (54 commandés)

- Niger[11] 2

- Tchad : 3[12]